# Brassotonia
× Brassotonia, (abreviado Bstna) en el comercio, es un híbrido intergenérico entre los géneros de orquídeas Brassavola × Broughtonia. Fue publicado en Orchid Rev.  68: 223 (1960).